# Habsburg József Árpád
Habsburg–Lotaringiai József Árpád Benedikt Ferdinand Franz Maria Gabriel (Budapest, 1933. február 8. – Madrid, 2017. április 30.) az egykori osztrák és magyar uralkodócsalád, a Habsburg–Lotaringiai-ház nádori (magyar) ágának tagja, 1977-től haláláig a Vitézi rend főkapitánya.

## Származása
Édesapja Habsburg–Lotaringiai József Ferenc főherceg (1895–1957) volt, József Ágost főherceg (1872–1962) és Auguszta bajor hercegnő (1875–1964) legidősebb fia. 
Édesanyja Anna Mónika szász királyi hercegnő (1903–1976) volt, III. Frigyes Ágost szász király (1865–1932) és Lujza Antonietta osztrák főhercegnő, toszkánai hercegnő (1870–1947) leánya volt.

## Tanulmányai
Közgazdász diplomáját a lisszaboni egyetemen szerezte. 1961-től az Aranygyapjas rend lovagja. 1977. december 3-tól a Vitézi rend negyedik főkapitánya. (Elődje, a rend második főkapitánya 1957-től haláláig saját nagyapja, József Ágost főherceg volt, aki az alapító Horthy Miklóst követte e tisztségben.

## Házassága és gyermekei
1956. szeptember 12.-én, Wertheimben, feleségül vette Maria zu Löwenstein-Wertheim-Rosenberg hercegnőt (1935–2018), Karl zu Löwenstein-Wertheim-Rosenberg herceg és Carolina dei Conti Rignon leányát. A házasságukból született gyermekei: 
- Joseph Karl (1957–1957)
- Monika-Ilona „Milona” Maria Carolina Stephanie Elisabeth Immacolata Benedicta Dominica (1958–)
- Joseph Karl Maria Árpád Stephan Pius Ignatius Aloysius Cyrillus (1960–)
- Maria Christine Regina Stephania Immacolata Carolina Monika Ägidia (1961–)
- Andreas-Augustinus Maria Árpád Aloys Konstantin Pius Ignatius Peter (1963–)
- Alexandra Lydia Pia Immacolata Josepha Petra Paula Maria (1965–)
- Nicolaus Franziskus Alexander Nuno Josef Arpád Ruppert Donatus Virgil Maria (1973–)
- Johannes Jacobus Josef Árpád Ulrich Pius Stephan Ignatius Hermann Maria (1975–)

## Fordítás
- Ez a szócikk részben vagy egészben  az   Archduke Josef Arpád of Austria című angol Wikipédia-szócikk fordításán alapul.  Az eredeti cikk szerkesztőit annak laptörténete sorolja fel. Ez a jelzés csupán a megfogalmazás eredetét és a szerzői jogokat jelzi, nem szolgál a cikkben szereplő információk forrásmegjelöléseként.